# Пекло у Фрогтауні
«Пекло у Фрогтауні» (англ. Hell Comes to Frogtown) — постапокаліптичний фільм 1988 року, створений режисером Дональдом Дж. Джексоном. «Пекло у Фрогтауні» має три продовження: «Повернення до Фрогтауну» (1993), «Жаба-воїн» (1996) і «Пекельний Макс жаба-воїн» (2002). Фільм отримав таку назву через вплив мультсеріалу «Сімейний хлопець» — епізод «Пекло у Квахогі».